# Anne with an E
Anne with an E és una sèrie de televisió canadenca basada en la sèrie de novel·les del 1908 Anna la de Teules Verdes escrites per Lucy Maud Montgomery, i adaptada per l'escriptora i productora guanyadora del premi Emmy Moira Walley-Beckett. S'emet per Canadian Broadcasting Corporation al Canadà i a Netflix a escala mundial.
La primera temporada consta de set episodis, els dos primers dels quals són dirigits per Niki Caro.

## Argument
Ambientada en la última dècada del segle xix, Anne amb E tracta sobre la vida d’Anne Shirley, una òrfena que ha viscut movent-se entre llars temporals durant els primers 13 anys de la seva vida; i sempre tornant al mateix orfenat. La sèrie comença quan és adoptada per error per dos germans, Marilla (Geraldine James) i Matthew Cuthbert (RH Thomson), propietaris d’una granja anomenada Teules Verdes, situada a la petita ciutat d’Avonlea, (Illa del Príncep Eduard, Canadà). Els dos germans, notant que es feien grans, havien decidit adoptar un varó que els ajudés amb la feina física a la granja, i en lloc van rebre una nena escanyolida, pèl-roja i plena de pigues amb una imaginació prodigiosa i un do per parlar.
Al llarg de les tres temporades es mostra el creixement personal de l’Anne i les adversitats que afronta per acabar guanyant-se el cor dels seus pares adoptius i la resta de nens del poble. Una nena jove, valenta, creativa i extremadament intel·ligent, amb idees molt avançades als seus temps que es fa un lloc en una societat intolerant lluitant contra el que ella considera injust, i que amb la seva fortalesa aconsegueix que un poble sencer faci un petit pas cap a la inclusió, la tolerància, la igualtat de gènere i la solidaritat.

## Repartiment

### Principal
- Amybeth McNulty com a Anne Shirley
- Geraldine James com a Marilla Cuthbert
- R. H. Thomson com a Matthew Cuthbert
- Dalila Bela com a Diana Barry
- Lucas Jade Zumann com a Gilbert Blythe
- Aymeric Jett Montaz com a Jerry Baynard
- Corrine Koslo com a Rachel Lynde
- Dalmar Abuzeid com a Sebastian "Bash" Lacroix (season 2)
- Cory Grüter-Andrew com a Cole Mackenzie (season 2)

### Altres
- Jonathan Holmes com a Mr. William Barry
- Dalmar Abuzeid com a Sebastian Lacroix
- Helen Johns com a Mrs. Eliza Barry
- Ryan Kiera Armstrong com a Minnie May Barry
- Deborah Grover com a Josephine Barry
- Wayne Best com a John Blythe
- Phillip Williams com a Thomas Lynde
- David Ingram com a Mr. Harmon Andrews
- Janet Porter com a Mrs. Andrews
- Christian Martyn com a Billy Andrews
- Lia Pappas-Kemps com a Jane Andrews
- Ella Jonas Farlinger com a Prissy Andrews
- Jim Annan com a Mr. Gillis
- Fiona Byrne com a Mrs. Gillis
- Kyla Matthews com a Ruby Gillis
- Jacob Ursomarzo com a Moody Spurgeon
- Stephen Tracey com a Mr. Phillips
- Miranda McKeon com a Josie Pye
- Glenna Walters com a Tillie Boulter
- Katelyn Wells com a Mary Joe
- Jacob Horsley com a Charlie Sloane
- Joanna Douglas com a Miss Muriel Stacy
- Trenna Keating com a Mrs. Pye

## Producció
La sèrie va ser filmada parcialment a l'illa del Príncep Eduard, així com a llocs del sud d'Ontario (inclosos Millbrook i Caledon).

## Llançament
La sèrie es va estrenar el 19 de març de 2017 per CBC i la primera temporada va concloure el 30 d'abril de 2017. A Netflix es va llançar el 12 de maig de 2017, amb el nom d'Anne with an E (Anne amb una E). El 3 d'agost de 2017 es va confirmar que la sèrie tindria una segona temporada, que es va començar a filmar el novembre de 2017 i va ser estrenada a Netflix el 6 de juliol de 2018 i a CBC al 23 de setembre de 2018.
L'agost de 2018, CBC i Netflix van renovar la sèrie per una tercera temporada de 10 episodis que s'estrenarà a principis del 2019.